# Hartmut Michel
Hartmut Michel (Ludwigsburg, Alemania, 18 de julio de 1948) es un bioquímico y profesor universitario alemán galardonado con el Premio Nobel de Química del año 1988.

## Biografía
Estudió bioquímica en la Universidad de Tubinga, ampliando sus estudios en la Universidad de Würzburg, donde se doctoró en 1977. En 1979 se integró en el equipo investigador del Departamento de Bioquímica del Instituto Max Planck de Martinsried y desde 1987 es profesor de bioquímica en la Universidad Johann Wolfgang Goethe

## Investigaciones científicas
En 1985, en colaboración con Johann Deisenhofer y Robert Huber, descubrió la estructura completa de la proteína que se encuentra en la base del proceso de fotosíntesis, la cual es capaz de convertir la energía luminosa en energía química y que denominaron centro de reacción fotosintética. Mediante el uso de la cristalografía a través de rayos X consiguieron determinar la estructura química de los más de 10 000 átomos que componen el complejo de esta proteína, consiguiendo recrear su imagen tridimensional. Su investigación aumentó la comprensión general de los mecanismos de la fotosíntesis y revelaron parecidos entre los procesos fotosintéticos de plantas y de bacterias.

## Honores
- 1995 miembro de la Academia Alemana de Científicos Naturales Leopoldina[4]

- 1989 Medalla al Mérito del Estado de Baden-Württemberg[5]

- 1988 fue galardonado, junto a sus compatriotas Deisenhofer y Huber, con el Premio Nobel de Química por la determinación de la estructura tridimensional del centro de reacción fotosintética[6]

- 1986 Premio Gottfried Wilhelm Leibniz del Deutsche Forschungsgemeinschaft (Consejo de Investigación Alemán), el mayor galardón de la investigación alemana

## Literatura
- Bernhard Kupfer: Lexikon der Nobelpreisträger. Patmos-Verlag, Düsseldorf 2001, ISBN 3-491-72451-1.